# Кода (приток Репы)
Кода — река в России, протекает по Пошехонскому району Ярославской области. Устье реки находится в 6,9 км от устья Репы по правому берегу. Длина реки — 15 км, площадь водосборного бассейна — 53,7 км².

## Данные водного реестра
По данным государственного водного реестра России относится к Верхневолжскому бассейновому округу, водохозяйственный участок реки — Рыбинское водохранилище до Рыбинского гидроузла и впадающие в него реки, без рек Молога, Суда и Шексна от истока до Шекснинского гидроузла, речной подбассейн реки — Реки бассейна Рыбинского водохранилища. Речной бассейн реки — (Верхняя) Волга до Куйбышевского водохранилища (без бассейна Оки).
Код объекта в государственном водном реестре — 08010200412110000009892.